# Lätt flugvikt i boxning vid olympiska sommarspelen 1972
Resultat från boxning vid olympiska sommarspelen 1972 och herrarnas lätta flugvikt. Boxarna vägde under 48 kg. Tävlingarna arrangerades i München.

## Medaljörer
| Klass         | Guld                 | Silver                | Brons                        |
| Lätt flugvikt | György Gedó · Ungern | Kim U-Gil · Nordkorea | Ralph Evans · Storbritannien |
| Lätt flugvikt | György Gedó · Ungern | Kim U-Gil · Nordkorea | Enrique Rodríguez · Spanien  |

## Resultat

### Första rundan
| Vinnare                   | Resultat      | Förlorare                 |
| Första rundan             | Första rundan | Första rundan             |
| ------------------------- | ------------- | ------------------------- |
| Chanyalev Haile (ETH)     | KO-1          | Timothy Feruka (ZAM)      |
| Héctor Velasquez (CHI)    | 5-0           | Vandui Batbayar (MGL)     |
| Ralph Evans (GBR)         | 4-1           | Salvador García (MEX)     |
| Asen Nikolov (BUL)        | 5-0           | Yoshimitsu Aragaki (JPN)  |
| Vladimir Ivanov (URS)     | 5-0           | Carlos Leyes (ARG)        |
| György Gedó (HUN)         | TKO-3         | Sripirom Surapong (THA)   |
| Dennis Talbot (AUS)       | KO-2          | Francisco Rodriguez (VEN) |
| Said Ahmed El-Ashry (EGY) | 5-0           | Meriga Salou Seriki (BEN) |
| James Odwori (UGA)        | TKO-2         | Vicente Arsenal (PHI)     |
| Kim U-Gil (PRK)           | TKO-1         | Bakari Selemani (TAN)     |
| Lee Suk-Un (KOR)          | 5-0           | Roman Rozek (POL)         |
| Davey Armstrong (USA)     | 4-1           | Arif Dorgu (TUR)          |
| Enrique Rodriguez (ESP)   | 3-2           | Alexandru Turei (ROU)     |
| Rafael Carbonell (CUB)    | 5-0           | Prudencio Cardona (COL)   |
| Kadir Syed Abdul (SIN)    | TKO-3         | Gaetano Curcetti (ITA)    |

### Andra rundan
| Vinnare                 | Resultat     | Förlorare                 |
| Andra rundan            | Andra rundan | Andra rundan              |
| ----------------------- | ------------ | ------------------------- |
| Chanyalev Haile (ETH)   | TKO-2        | Shekie Kongo (MAW)        |
| Ralph Evans (GBR)       | 5-0          | Héctor Velasquez (CHI)    |
| Vladimir Ivanov (URS)   | 5-0          | Asen Nikolov (BUL)        |
| György Gedó (HUN)       | 5-0          | Dennis Talbot (AUS)       |
| James Odwori (UGA)      | TKO-2        | Said Ahmed El-Ashry (EGY) |
| Kim U-Gil (PRK)         | 4-1          | Lee Suk-Un (KOR)          |
| Enrique Rodríguez (ESP) | 5-0          | Davey Armstrong (USA)     |
| Rafael Carbonell (CUB)  | TKO-2        | Kadir Syed Abdul (SIN)    |

### Kvartsfinaler
| Vinnare                 | Resultat      | Förlorare              |
| Kvartsfinaler           | Kvartsfinaler | Kvartsfinaler          |
| ----------------------- | ------------- | ---------------------- |
| Ralph Evans (GBR)       | 5-0           | Chanyalev Haile (ETH)  |
| György Gedó (HUN)       | 3-2           | Vladimir Ivanov (URS)  |
| Kim U-Gil (PRK)         | KO-2          | James Odwori (UGA)     |
| Enrique Rodríguez (ESP) | 4-1           | Rafael Carbonell (CUB) |

### Semifinaler
| Vinnare           | Resultat    | Förlorare               |
| Semifinaler       | Semifinaler | Semifinaler             |
| ----------------- | ----------- | ----------------------- |
| György Gedó (HUN) | 5-0         | Ralph Evans (GBR)       |
| Kim U-Gil (PRK)   | 3-2         | Enrique Rodríguez (ESP) |

### Final
| Vinnare           | Resultat | Förlorare       |
| Final             | Final    | Final           |
| ----------------- | -------- | --------------- |
| György Gedó (HUN) | 5-0      | Kim U-Gil (PRK) |